# ボブ・ラドウィック

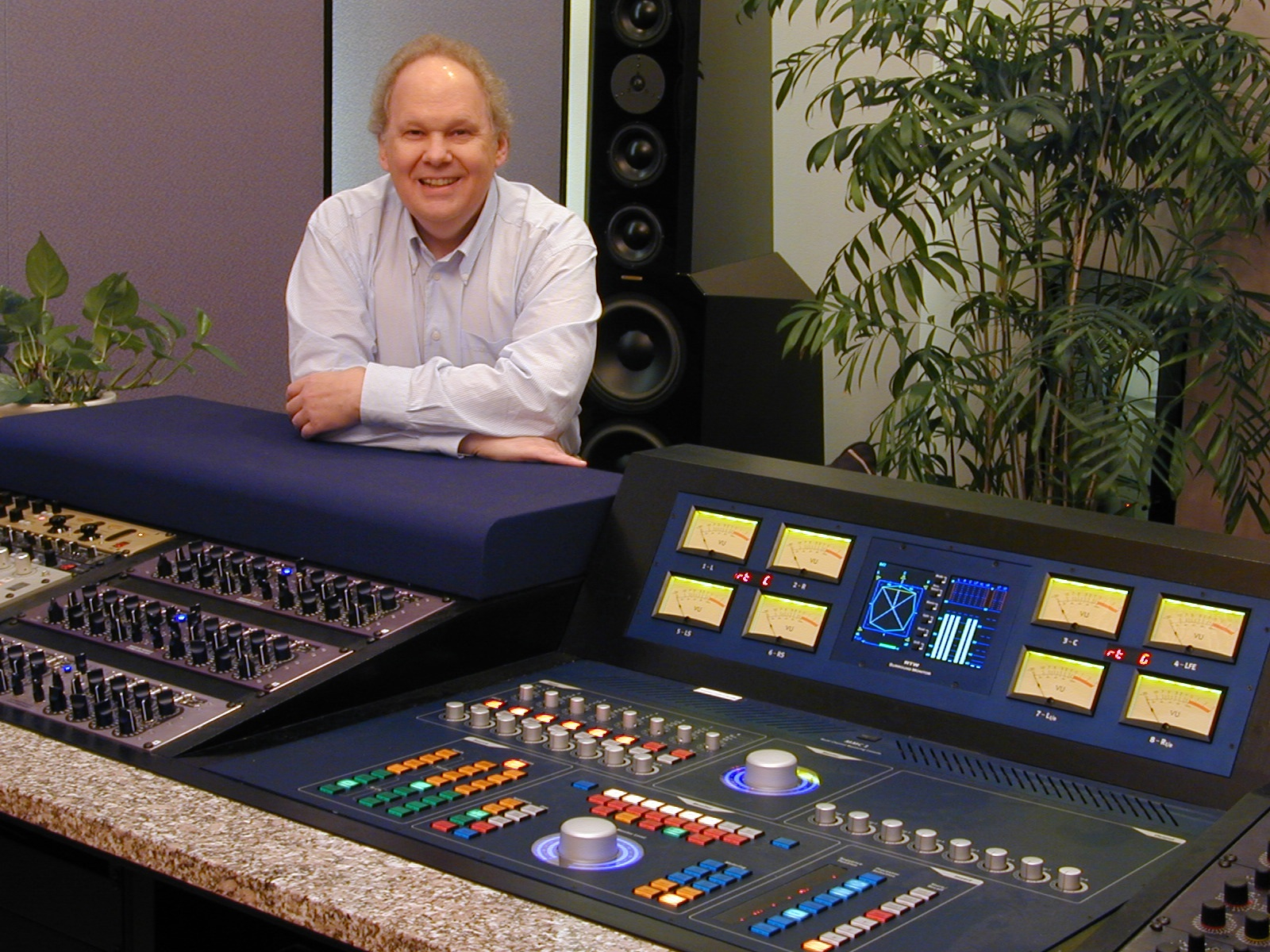
マスタリングスタジオのラドウィック。2008年。

ロバート・C・ラドウィック（Robert C. Ludwig、1945年頃 - ）は、アメリカ合衆国の元マスタリング・エンジニア。彼はレッド・ツェッペリン、クイーン、ジミ・ヘンドリックス、ヴェルヴェットアンダーグラウンド、フランク・オーシャン、ブライアン・フェリー、ポール・マッカートニー、ニルヴァーナ、ブルース・スプリングスティーン、ダフト・パンクを含む1300人以上のアーティストによる3000以上のプロジェクトに関わった。また、複数回グラミー賞とTECアワードを受賞している。
2023年7月2日、引退し、ゲートウェイマスタリングを閉鎖したことも発表した。